# إفر (باكينغهامشير)
إفر (بالإنجليزية: Iver)‏ هي قرية و أبرشية مدنية تقع في المملكة المتحدة في إنجلترا.  يقدر عدد سكانها بـ 11,119 نسمة ومساحتها 20.1 كم2 .

## أعلام
- أوليفر وايت
- كيفن فينيجان
- جوليان هافيلاند